# Джованни IV Криспо
Джованни IV Криспо (итал. Giovanni IV Crispo; 1499 — 1564) — герцог Наксоса с 1517 года.
Сын Франческо III Криспо (ум. 17.08.1511), который в 1507 году был лишён власти венецианцами. Они признали Джованни IV наследником владений отца, и после достижения совершеннолетия в мае 1517 года он был провозглашён герцогом Наксоса.
После смерти последнего правителя из рода Соммарипа в начале 1518 года захватил остров Парос, но под давлением Венеции передал его Фьоренце Веньер — сестре покойного.
В 1537 году Хайраддин Барбаросса совершил несколько нападений на острова Архипелага, и по соглашению от 11 ноября 1537 года Джованни IV обязался выплачивать османам дань — 4 тысячи дукатов ежегодно (при том, что доходы герцогства не превышали 10 тысяч дукатов). После поражения флота Священной лиги в сражении у Превезы он признал себя вассалом султана Сулеймана Великолепного.

## Семья
Жена (свадьба не позднее 1516 года) — Адриана Гоццадини. Дети:
- Катерина, с 1534 года жена Никколо III Гоццадини.
- Франческо (ум. до 1550), соправитель отца.
- Джакомо IV (ум. 1576), герцог Наксоса в 1564—1566, лишён власти турками.
- Таддеа, жена Джана Франческо Соммарипа, последнего сеньора Андроса.